# NGC 358
NGC 358 是仙后座的一個星系。1865年2月4日，德国-丹麦天文学家海因里希·路易·达雷發現了這個星系。